# کورار

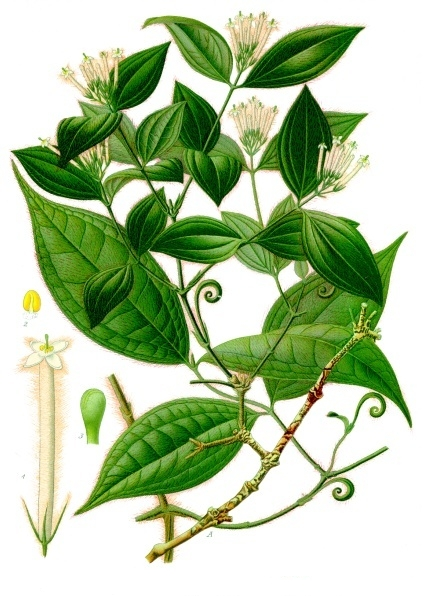

کورار (به انگلیسی: Curare)، نام رایجی برای چندین نوع عصارهٔ گیاهی آلکالوئید است که برای سمی کردن نوک نیزه‌ها به کار می‌رود است.
براساس طرح طبقه‌بندی رادلف بوهم داروشناس در سال ۱۸۹۵ سه نوع اصلی کورار عبارتند از:
- لوله یا کورار بامبو - به خاطر بسته‌بندی آن در لوله‌های توخالی بامبو به این اسم نامگذاری شده‌است، که مهمترین آن کلرید توبوکورارین که از Chondrodendron و دیگر گونه‌های زاموریان گرفته می‌شود.
- کورار پات - که در اصل در ظروف تراکوتا بسته‌بندی شده‌است - و اجزای اصلی آلکالوئیدهای آن‌ها عبارتند از: پروتوکورارین، پروتوکوارین و پروتوکواردین (پروتوکورارین جزئ فعال است، پروتوکوارین فقط کمی سمی است و پروتوکواردین غیرسمی است)شامل عصاره‌های هر دو هم زاموریان و هم دم‌موشیان.
- کورار کدو قلیانی (در اصل در ظروفی به شکل کدو قلیانی بسته‌بندی شده‌است و مهمترین نوع سمی آن تاکسی‌فرین است) شامل عصاره‌های دم‌موشیان